# Legatus (rang)
Legatus was een Latijnse term die tijdens de Romeinse Republiek voor zowel gezanten van de Romeinse of een vreemde staat als voor medehelpers van veldheren en stadhouders werd gebruikt.

## Legatus als gezant
De legatus was een gezant van de Romeinse of een vreemde staat. Deze werd in de gehele oudheid voor heilig en onschendbaar gehouden, daarom kon hij wegens in het buitenland gepleegde misdrijven, slechts in het vaderland worden gestraft.
Wanneer Rome gezanten moest uitzenden, bijvoorbeeld voor vredesonderhandelingen, het overbrengen van bevelen, enzovoorts, dan koos de senaat de voornaamste senatoren uit, gaf hun hun lastbrief, wees de daarvoor nodige sommen aan, enzovoorts. Na hun terugkomst moesten de gezanten in de senaat de uitslag van hun zending mededelen en rekenschap afleggen.
Evenzo leidde de senaat de onderhandelingen, wanneer er vreemde gezanten te Rome kwamen. Eerst moesten deze zich bij de quaestors aanmelden, die voor hun huisvesting en hun onderhoud hadden te zorgen. Later betoonde men deze toegevendheid slechts aan gezanten van bevriende staten; de gezanten van vijandelijke staten mochten niet eens binnen Rome komen, maar moesten aan gene zijde van de Tiber wachten, totdat hun gehoor werd vergund.
Eens in de senaat toegelaten, die daartoe gewoonlijk in de Curia Hostilia op het Forum Romanum vergaderde, deden de gezanten eerst hun voorstel en verwijderden zich daarop, opdat de senaat over de gedane voorslag vrij kon beraadslagen. Daarna werden zij weer binnengelaten en ontvingen van de consuls of praetors het antwoord.
De gezantschappen uit de Romeinse provincies kwamen gewoonlijk in het begin van het jaar, en de lex Gabinia bepaalde, dat zij gedurende de hele maand februari dagelijks door de senaat moesten worden ontvangen.

## Legatus als luitenant
De legatus was een medehelper van de veldheren en stadhouders. Toen Rome nog geen provincies bezat, had men slechts oorlogslegaten, die de veldheren als algemene adjudanten terzijde stonden en vele bevelen ten uitvoer moesten brengen. Toen Rome provincies had, kregen de legaten ook een vreedzame werkkring, daar zij de stadhouders vergezelden en hen in alle takken van inwendig bestuur ondersteunden.
De senaat had het recht van benoeming van de legaten, echter nam zij daarbij dikwijls het verlangen van de veldheren en stadhouders in aanmerking. De legaten, waarvan er gewoonlijk drie, dikwijls echter meer, ja soms zelfs tien waren, behoorden meestal tot de senatoriale orde en stonden met hun hoofd in zeer nauwe betrekking.
In het geval dat een legaat in de plaats van de veldheer moest treden (bij afwezigheid of overlijden) dan heette hij legatus pro praetore.
In de provincies waar geen oorlog te voeren was behoorde tot de werkkring van de legaten slechts de waarneming van vreedzame functies (rechtspleging, politie), doch in de veraf gelegen grensprovincies behielden zij hun oude militaire karakter (bewaking van de legerplaats, bevel over een legerafdeling in de slag).